# Bulbophyllum unciniferum
Bulbophyllum unciniferum är en orkidéart som beskrevs av Gunnar Seidenfaden. Bulbophyllum unciniferum ingår i släktet Bulbophyllum och familjen orkidéer. Inga underarter finns listade i Catalogue of Life.